# Ревущино (Кобелякский район)

Ревущино (укр. Ревущине) — село,
Дашковский сельский совет,
Кобелякский район,
Полтавская область,
Украина.
Код КОАТУУ — 5321881703. Население по переписи 2001 года составляло 204 человека.

## Географическое положение
Село Ревущино находится в 4,5 км от левого берега Каменского водохранилища,
в 1,5 км от села Рудка (Царичанский район) и в 2-х км от села Твердохлебы.
Вокруг села много заболоченных озёр.